# Sinusstøv
Sinusstøv er et musikalsk projekt mellem sangerinden og musikeren Hannah Schneider og de elektroniske musikere og producere Søren Friis Dam og Claus Pedersen. Trioen har siden 2009 bedrevet sangskrivning pr. langdistance og således sat deres musik sammen via Skype mellem Aarhus og København. Sinusstøvs musik kan bedst beskrives som en blanding af electronica og pop. Sinusstøv lægger vægt på, at musikken har et unikt udtryk. De få akustiske elementer, som anvendes i musikken, smeltes sammen med de elektroniske beats og digitale støj-lyde til et intensivt og facetteret lydbillede.